# Breiðamerkursandur

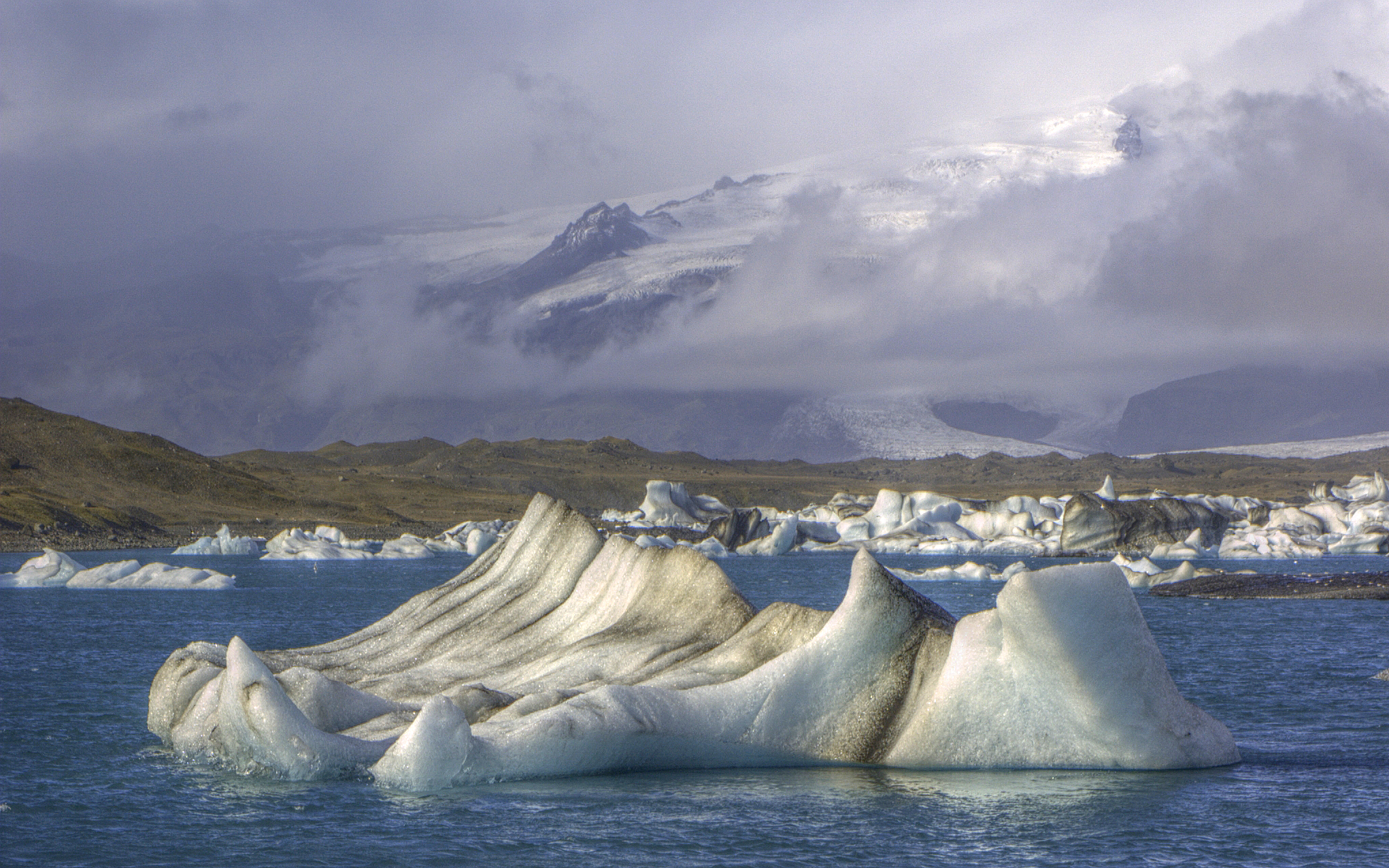
Der See Jökulsárlón liegt auf dem Breiðamerkursandur

Der Breiðamerkursandur ist ein großer Sander an der Südostküste von Island.
Er liegt zwischen Öræfi im Westen und Suðursveit im Osten. Der Breiðamerkursandur ist mit grobem Sand bedeckt, den die Gletscher und die Gletscherflüsse hier abgelagert haben. Zwischen dem Breiðamerkurjökull und der Küste gab es nur einen sehr schmalen Landstreifen, als der Gletscher um das Jahr 1800 seine größte Ausdehnung hatte. Mächtige Moränen auf dem Sander zeigen, wie weit das Eis reichte. Die Gletscherzunge grub sich tief in den porösen Erdboden und bildete einen tiefen und großflächigen See, den Jökulsárlón, das mit 248 m tiefste Gewässer Islands. Den Abfluss bildet die Jökulsá á Breiðamerkursandi, einst ein großes Hindernis. Bevor 1967 die Brücke gebaut wurde, gab es hier eine Fähre mit riskanter Überfahrt. Der Breiðamerkursandur ist das Hauptbrutgebiet der Großen Raubmöwe in Island.

## Geschichte
Der Hof Breiðá, wo Kári Sölmundarson und Hildigunnur Starkaðardóttir wohnten, stand im westlichen Teil des Sanders. Von ihnen wird in der Njálssaga berichtet. Als der Gletscher sich ausdehnte, bedeckte er die Hofstätte und die Ländereien aller, die dort wohnten. Jetzt weiß man nicht mehr, wo sie standen.
Am 25. Juni 2017 wurden der Jökulsárlón sowie Teile vom Fjallsárlón und Breiðamerkursandur von der Umweltministerin Björt Ólafsdóttir als Teil des Vatnajökull-Nationalparks unter Schutz gestellt, welcher sich dadurch um weitere 189 km² vergrößert.